# Partido Demócrata Cristiano (Samoa)
El Partido Demócrata Cristiano (en inglés: Christian Democratic Party) o CDP fue un partido político de Samoa. El partido fue fundado en febrero de 1985 por los seguidores del ex primer ministro Tuiatua Tupua Tamasese Efi, aunque de facto ya existía como bloque político desde 1979.: 192  En las elecciones generales de 1985, el partido obtuvo tan solo 15 escaños ante el Partido para la Protección de los Derechos Humanos, que obtuvo 32, pero luego de que 11 parlamentarios rechazaran los presupuestos del Primer ministro Tofilau Eti Alesana y se pasaran a la oposición, pudo formar un gobierno de coalición. Va'ai Kolone, líder de la facción disidente del HRPP, fue nombrado primer ministro.: 193  En 1988 obtuvo mayoría absoluta por un escaño, pero luego de que el diputado Tanuvasa Livigisitone se pasara a la oposición, perdió el gobierno.: 193 
El 8 de abril de 1988, se disolvió como partido político al fusionarse con el Partido Nacional de Samoa y fundar el Partido Nacional para el Desarrollo de Samoa.: 193 